# اکیریا
اکیریا (به لاتین: Ekiriya) یک منطقهٔ مسکونی در سری‌لانکا است که در استان مرکزی (سری‌لانکا) واقع شده‌است.